# Ingo Potrykus
Ingo Potrykus es Profesor Emérito de Ciencia de Plantas en el Institute of Plant Sciences del Swiss Federal Institute of Technology (ETH), Zúrich, del que está retirado desde 1999. Su grupo de investigación aplicó la ingeniería genética para contribuir a la seguridad alimentaria en los países en vías de desarrollo. Junto con Peter Beyer, es uno de los co-inventores del arroz dorado. En 2014 fue presidente del Golden Rice Humanitarian Board.

## Biografía
Potrykus nació el 5 de diciembre de 1933 en Hirschberg im Riesengebirge, en la Alemania nazi. Estudió Biología en la Universidad de Colonia, doctorándose más tarde en el Max-Planck Institute for Plant Breeding Research de Colonia (Alemania). Tras varios años de investigación en el Instituto de Fisiología Vegetal de la Universidad de Hohenheim, se convirtió en jefe de grupo en el Instituto Max-Planck de Genética de Plantas en Ladenberg, Alemania. En 1976 se trasladó a Basilea, Suiza, para establecerse en el área de ingeniería genética vegetal, en el Instituto Friedrich Miescher. En 1986 se convirtió en profesor de ciencias de plantas en la Escuela Politécnica Federal de Suiza, centrándose en la Biotecnología vegetal. Se retiró de esta escuela en 1999 a la edad de 65 años.

## Investigación
Motivado por la próxima crisis alimentaria de malnutrición en países en desarrollo y el potencial de la tecnología génica para contribuir a la seguridad alimentaria, Potrykus y su grupo de investigación se dedicaron a proyectos de ingeniería genética con objeto de mejorar la estabilidad del rendimiento y la seguridad de los cultivos como el arroz, trigo, mijo, sorgo y mandioca. Su contribución más relevante fue la creación del arroz dorado, un nuevo variedad de arroz con elevado contenido en precursores de vitamina A (pro-vitamina A). Este tipo de arroz se ha empleado ampliamente como un modelo de como reducir la malnutrición infantil en los países en desarrollo. Potrykus comenzó a investigar como se podía emplear la ingeniería genética para mejorar las cualidades nutricionales del arroz a finales de los años 80. Conocía que alrededor de 3000 millones de personas dependían del arroz como principal fuente de alimentación y que alrededor de un 10% de estas personas tenían algún riesgo de sufrir problemas de deficiencia de vitamina A. Este problema interesó a Potrykus por diversas razones, entre otras el desafío científico de transferir no solamente de transferir un solo gen, sino un grupo de genes de una misma ruta metabólica. En 1993, con fondos procedentes de la Fundación Rockefeller, Potrykus se asoció con Peter Beyer para lanzar lo que se convertiría en un proyecto de 7 años con un coste de 2600 millones de dólares para desarrollan el arroz dorado.
Desde que se retiró en 1999, Ingo Potrykus - como presidente del Golden Rice Humanitarian Project- ha dedicado sus esfuerzos para hacer llegar el arroz dorado hacia la agricultura de subsistencia, a través de los muchos obstáculos que un OMG tiene que superar. Con este fin, se ha establecido colaboración con 14 instituciones de arroz en India, China, Vietnam, Bangladés, Filipinas e Indonesia.
En 2013, Potrykus se reunió con el Papa, que aunque ofreció su bendición al arroz dorado, se mostró preocupado porque la modificación genética se convirtiera en un gran negoció, más que una herramienta para combatir la pobreza.

## Vida personal
Potrykus está casado desde 1960 con Inge Heilingbrunner. Tiene tres hijos y ocho nietos.

## Publicaciones[1]
- Al-Babili S, Ye X, Lucca P, Potrykus I, Beyer P (2001) Biosynthesis of beta-carotene (provitamin A) in rice endosperm achieved by genetic engineering. Novartis Found Symp 236:219-28; discussion 228-232.
- Beyer P, Al-Babili S, Ye X, Lucca P, Schaub P, Welsch R, Potrykus I (2002) Golden Rice: Introducing the {beta}-Carotene Biosynthesis Pathway into Rice Endosperm by Genetic Engineering to Defeat Vitamin A Deficiency. J. Nutr. 132:506S-510.
- Burkhardt P, Beyer P, Wunn J, Kloti A, Armstrong G, Schledz M, von Lintig J, Potrykus I (1997) Transgenic rice (Oryza sativa) endosperm expressing daffodil (Narcissus pseudonarcissus) phytoene synthase accumulates phytoene, a key intermediate of provitamin A biosynthesis. Plant J 11:1071-1078.
- Futterer J, Potrykus I, Bao Y, Li L, Burns T, Hull R, Hohn T (1996) Position-dependent ATT initiation during plant pararetrovirus rice tungro bacilliform virus translation. J. Virol. 70:2999-3010.
- Futterer J, Rothnie H, Hohn T, Potrykus I (1997) Rice tungro bacilliform virus open reading frames II and III are translated from polycistronic pregenomic RNA by leaky scanning. J. Virol. 71:7984-7989.
- Hoa TTC, Al-Babili S, Schaub P, Potrykus I, Beyer P (2003) Golden Indica and Japonica Rice Lines Amenable to Deregulation. Plant Physiology 133:161-169.
- Kloti A, He X, Potrykus I, Hohn T, Futterer J (2002) Tissue-specific silencing of a transgene in rice. PNAS 99:10881-10886.
- Lucca P, Hurrell R, Potrykus I (2002) Fighting Iron Deficiency Anemia with Iron-Rich Rice. J. Am. Coll. Nutr. 21:184S-190.
- Paszkowski U, Zhang S, Potrykus I, Paszkowski J (1993) Replication of the DNA A component of African cassava mosaic virus in a heterologous system. J. Gen. Virol. 74:2725-2729.
- Pietrzak M, Shillito R, Hohn T, Potrykus I (1986) Expression in plants of two bacterial antibiotic resistance genes after protoplast transformation with a new plant expression vector. Nucleic Acids Res. 14:5857-5868.
- Potrykus I (2001) Golden Rice and Beyond. Plant Physiology 125:1157-1161.
- Schlaman H, Gisel A, Quaedvlieg N, Bloemberg G, Lugtenberg B, Kijne J, Potrykus I, Spaink H, Sautter C (1997) Chitin oligosaccharides can induce cortical cell division in roots of Vicia sativa when delivered by ballistic microtargeting. Development 124:4887-4895.
- Ye X, Al-Babili S, Klöti A, Zhang J, Lucca P, Beyer P, Potrykus I (2000) Engineering the Provitamin A (β-Carotene) Biosynthetic Pathway into (Carotenoid-Free) Rice Endosperm. Science 287:303-305.